# Otorābād
Otorābād (persiska: اتر آباد) är en ort i Iran.   Den ligger i provinsen Khorasan, i den nordöstra delen av landet, 600 km öster om huvudstaden Teheran. Otorābād ligger 1 232 meter över havet och antalet invånare är 623.
Terrängen runt Otorābād är kuperad österut, men västerut är den platt. Runt Otorābād är det ganska glesbefolkat, med 38 invånare per kvadratkilometer. Närmaste större samhälle är Qūchān, 15,7 km sydost om Otorābād. Trakten runt Otorābād består till största delen av jordbruksmark.